# Ah ! quel plaisir de pouvoir s'en servir !
Pour plus de détails, voir Fiche technique et Distribution.
Ah ! quel plaisir de pouvoir s'en servir ! (titre original : Oktoberfest! Da kann man fest…) est un film allemand réalisé par Hans Billian sorti en 1974.

## Synopsis
C'est le temps de l'Oktoberfest. Trois amis mariés Franzl, Gino et Georg (Schorsch) partent ensemble à la chasse aux demoiselles. Ils ont expliqué à leurs épouses qu'ils participeront à un concours de quilles à Rosenheim. Mais alors leurs épouses suspectes Liesl, Doris et Gretl se présentent pour empêcher ces messieurs.

## Fiche technique
- Titre : Ah ! quel plaisir de pouvoir s'en servir !
- Titre original : Oktoberfest! Da kann man fest…
- Réalisation : Hans Billian sous le nom de Christian Kessler
- Scénario : Hans Billian
- Musique : Karl Bette
- Direction artistique : Leo Metzenbauer
- Photographie : Hanns Matula
- Son : Gerd Picklapp
- Montage : Hans Zeiler
- Production : Paul Schütz
- Société de production : Regina-Film
- Société de distribution : Kerscher Filmverleih
- Pays d'origine :  Allemagne de l'Ouest
- Langue : allemand
- Format : Couleur - 1,66:1 - Mono - 35 mm
- Genre : Érotique
- Durée : 80 minutes
- Dates de sortie :
  - Allemagne de l'Ouest : 17 mai 1974.
  - France : 30 juillet 1975[1].

## Distribution
- Josef Moosholzer (de) : Franz Holzinger
- Dorothea Rau : Gretl Holzinger
- Walter Klinger : Gino Salamelli
- Margot Mahler (de) : Liesl Salamelli
- Sepp Gneißl : Georg Breitner
- Monica Marc : Doris Breitner
- Alena Penz (de) : Kirsten Freiberg
- Alexander Miller : Günther Fink
- Ulrike Butz : Marianne
- Birgit Bergen : June
- Renate Markl : Isabella
- Ilonka List : la tenancière du bordel
- Juliane Rom-Sock : la strip-teaseuse
- Ulrich Beiger : Kovac

## Production
La voix en italien de Gino est Tobias Lelle (de).